# Большевик (сторожевой корабль)
«Большевик» — советский речной сторожевой корабль, оборудованный в начале Отечественной войны из мобилизованного парового колёсного буксира.

## История службы
Паровой колёсный буксир был построен в Киеве на заводе «Ленинская кузня» в 1935 году.
С началом войны «Большевик» мобилизовали 23 июня 1941 года по предвоенному плану и 30 июня полностью переоборудовали в военный корабль на заводе им. И. В. Сталина в Киеве. По тогдашней классификации корабли с артиллерией калибра 76 мм и меньше были «сторожевыми кораблями», а с орудиями калибра более 76 мм — «канонерскими лодками»..
11 июля «Большевик» (в военных документах даётся также и номерное название «СК-5») включён в состав Припятского отряда речных кораблей (ОРК) Пинской военной флотилии (ПВФ). Его командиром стал лейтенант запаса В. В. Коноваленко. В течение июля — августа корабль выполнял боевые задачи на реке Припять. 22 августа сторожевик получил приказ прикрывать днепровскую переправу отступающей 5-й армии Юго-Западного фронта у сёл Рожава — Новошепеличи.
Вечером 23 августа передовой отряд 111-й пехотной дивизии немцев, усиленный самоходными орудиями StuG III, опрокинул отступающие по приказу, но плохо организованные части 27-го стрелкового корпуса 37-й армии Юго-Западного фронта и захватил плацдарм на левом берегу Днепра у села Окуниново. Таким образом корабли ПВФ, действовавшие севернее, оказались отрезаны от Киева, где в то время находился штаб флотилии.
В ночь на 26 августа 1941 года «Большевик» совместно с другими кораблями флотилии участвует в прорыве в Киев из района Чернобыль — Домантово, мимо немецкого окуниновского плацдарма. Но у села Домантово, ещё на подходе к вражескому плацдарму, сторожевик попал под обстрел. На борту возник пожар, и почти неуправляемый «Большевик», отнесённый течением к окуниновскому мосту, затонул.
В октябре 1941 года сторожевой корабль «Большевик» исключили из списков кораблей ВМФ по приказу командующего флотом, а в 1947 году обломки корабля были сданы на слом.